# JasperReports
JasperReports是一個用Java開發的開源的程式庫，使用戶能夠透過它，利用Java語言來開發具有報告功能的程式。JasperReports的模板採用XML格式，從JDBC資料庫中擷取合適的資料，並把資料在屏幕、打印機顯示，或以PDF、HTML、XLS、CSV及XML等各種格式儲存。
JasperReports的報告模板可以以iReport之類的工具來製作，只要把報告儲存成XML格式，就可以讓JasperReport閱讀，然後再編譯成為.jasper檔。

## 參看
- OpenReports

## 外部連結
- 帮助你书写软件报告之JasperReports
- JasperReports 在 SourceForge 的項目頁面 （页面存档备份，存于） （英文）
- JasperReports官方主頁 （页面存档备份，存于） （英文）
- JasperReports: Tips and Information （英文）
- JasperReports Tutorial/Getting Started Guide （英文）
- DynamicReports（页面存档备份，存于） （英文）
- JasperWave Report Designer - 是一个 Eclipse 插件，用来设计 JasperReports 报表。